# Municipio de Lagodeji
El municipio de Lagodeji (georgiano: ლაგოდეხის მუნიციპალიტეტი) es un municipio georgiano perteneciente a la región de Kajetia. Su capital es la villa de Lagodeji.
En 2002 tenía una población de 51 066 habitantes, de los cuales el 69,28% eran kartvelianos, el 22,31% azeríes y el 4,38% osetios. En 2014 bajó la población a 41 678 habitantes, de los cuales el 71,49% eran kartvelianos, el 23,04% azeríes y el 2,38% osetios.

## Subdivisiones
El municipio comprende, además de la villa de Lagodeji (5918 habitantes en 2014), las siguientes unidades administrativas rurales:
| Comunidad    | Pueblos | Habitantes (2014) |
| ------------ | ------- | ----------------- |
| Apeni        | 8       | 4651              |
| Areschperani | 5       | 928               |
| Baissubani   | 4       | 2281              |
| Giorgeti     | 5       | 992               |
| Kabali       | 4       | 9279              |
| Kartubani    | 4       | 3059              |
| Leliani      | 7       | 2128              |
| Mazimi       | 2       | 686               |
| Ninigori     | 7       | 2053              |
| Pona         | 5       | 493               |
| Schroma      | 2       | 1732              |
| Tschiauri    | 4       | 2411              |
| Wardissubani | 4       | 2302              |
| Zodniskari   | 6       | 2765              |

## Patrimonio
- Reserva natural Lagodeji